# Rolf Kukowitsch
Rolf Kukowitsch va ser un entrenador de futbol alemany que va dirigir diversos clubs de l'Alemanya de l'Est.